# Вичелобок
Вичелобок (рос. Вычелобок) — присілок у Лузькому районі Ленінградської області Російської Федерації.
Населення становить 48 осіб. Належить до муніципального утворення Заклинське сільське поселення.

## Історія
Згідно із законом від 28 вересня 2004 року № 65-оз належить до муніципального утворення Заклинське сільське поселення.

## Населення
| 1838 | 1862 | 1885 | 1928 | 1958 | 1997 | 2007 |
| ---- | ---- | ---- | ---- | ---- | ---- | ---- |
| 160  | ↗182 | ↘148 | ↗217 | ↘83  | ↘74  | ↗105 |
| 2010 |      |      |      |      |      |      |
| ↘48  |      |      |      |      |      |      |